# Syryjska kampania przeciwko Państwu Islamskiemu
Syryjska kampania przeciwko Państwu Islamskiemu – ofensywa prowadzona na terenach kontrolowanych przez antyrządowych rebeliantów frontu północnego i wschodniego syryjskiej wojny domowej przez koalicję ugrupowań islamskich przeciwko Państwu Islamskiemu.
Wraz z początkiem 2014 na „terenach wyzwolonych” przez rebeliantów rozpoczęła się otwarta wojna między Islamskim Państwem w Iraku i Lewancie (ISIS) a Syryjskim Frontem Rewolucyjnym powstałym w grudniu 2013 i Armią Mudżahedinów powołaną 3 stycznia 2014. Syryjski Front Rewolucyjny działał pod szyldem Wolnej Armii Syrii (WAS), która sprzymierzyła się przeciwko ISIS razem z Frontem Islamskim, największą koalicją ugrupowań islamskich działających podczas wojny domowej w Syrii. Wchodzących w skład Frontu Islamskiego przeciwko Islamskiemu Państwu w Iraku i Lewancie aktywnie walczyli bojownicy z ugrupowań Liwa Sukur asz-Szam, Dżajsz al-Islam, Liwa at-Tauhid oraz Ahrar asz-Szam. Tymczasem Armia Mudżahedinów wypowiedziała wojnę ugrupowaniu powiązanemu z Al-Ka’idą, oskarżając go o naruszenie zasad boskich. Nowa frakcja zarzuciła ISIS szerzenie przemocy i rozlew krwi na „terenach wyzwolonych” oraz zażądała od bojowników przyłączenie się do innych grup rebelianckich bądź opuszczenie Syrii. W toku walk, przeciwko ISIS wystąpił dotychczasowy największy sojusznik - Dżabhat an-Nusra.
Jednocześnie Islamskie Państwo w Iraku i Lewancie podjęło insurekcję w irackiej prowincji Al-Anbar, przejmując na początku 2014 kontrolę nad Al-Falludżą, Al-Karmah, Al-Chalidijją, Al-Hadisą, Al-Ka’im oraz częścią Ar-Ramadi i Abu Ghurajb. Po skutecznych ofensywach z maja 2014 w muhafazie Dajr az-Zaur oraz kampanii irackiej z czerwca 2014 i zajęciu tamtejszych miast takich jak Mosul i Tikrit, 29 czerwca 2014 dżihadyści ogłosili powstanie kalifatu pod nazwą „Państwo Islamskie” na okupowanych ziemiach w Syrii i Iraku. Organizacja zmieniła również nazwę na Państwo Irackie.

## Tło
Po uformowaniu się Islamskiego Państwa w Iraku i Lewancie w kwietniu 2013, ugrupowanie zaczęło zwracać się przeciwko umiarkowanym bojownikom syryjskiej opozycji. Symbolicznym początkiem dążenia do wojennej ścieżki na drodze ISIS z syryjską opozycją zbrojną była zbrodnia z 11 lipca 2013 na Kamalu al-Hammamim z Najwyższej Rady Wojskowej Wolnej Armii Syrii. Al-Hammami należał do 30 najważniejszych postaci powstańczej Armii. Dowództwo militarnego ciała opozycji ogłosiło, iż zabójstwo al-Hammamiego równało się z wypowiedzeniem wojny. We wrześniu 2013 po ataku ISIS na Azaz, kontrolowaną przez Wolną Armię Syrii, szereg ugrupowań opozycyjnych wyraziło swoją dezaprobatę wobec działań ISIS. Sześć ugrupowań rebelianckich (Ahrar asz-Szam, Liwa at-Tauhid, Dżajsz al-Islam, Liwa Sukur asz-Szam, Brygady Furkan i Liwa al-Hakk) wchodzących w skład Syryjskiego Frontu Wyzwolenia Islamu oraz Syryjskiego Frontu Islamskiego, wezwało na początku października 2013 ISIS do opuszczenia Azazu. Ugrupowania te były trzonem powołanego później Frontu Islamskiego.
Na początku listopada 2013 lider Al-Kai'dy Ajman az-Zawahiri po raz kolejny nakazał rozwiązanie ISIS i powrót bojowników dawnego ISI do Iraku, z kolei filią światowej Al-Ka'idy w Syrii obwołał ugrupowanie Dżabhat an-Nusra. Zmarginalizowany ISIS porzucił sojusz z Dżabhat an-Nusra, wdając się w nimi w bratobójcza walkę. Front Islamski, powstał 22 listopada 2013 i był porozumieniem Syryjskiego Frontu Wyzwolenia Islamu oraz Syryjskiego Frontu Islamskiego. Sojusz ugrupowań pod względem bojowników znacznie przewyższał liczebnie Wolną Armię Syrii i był odpowiedzią na rosnące w siłę Islamskie Państwo w Iraku i Lewancie. 

## Kampania syryjskich rebeliantów przeciwko ISIS

### Konsolidacja islamistów przeciwko ISIS (styczeń 2014)
Walki wybuchły w nocy 2 stycznia 2014, kiedy Islamskie Państwo w Iraku i Lewancie szturmowało miasto Al-Atarib w muhafazie Aleppo. Miasto to było w przeszłości atakowane przez ISIS. W listopadzie 2013 zabito w nim lidera ugrupowania Ghuraba asz-Szam. 3 stycznia 2014 napastnicy z ISIS strzelali do tłumu cywilów w Kafr Tacharim (muhafaza Idlib), upamiętniających morderstwo na Husajnie Sulajmanie, lekarzu i członku ugrupowania Ahrar asz-Szam. Ciało Sulajmana ze śladami tortur zostało przekazane w ramach wymiany więźniów wojennych między rywalizującymi grupami rebeliantów z 31 grudnia 2013.
W odpowiedzi na atak w Kafr Tacharim, Syryjski Front Rewolucyjny i nowo powstała Armia Mudżahedinów, wchodzące w skład Wolnej Armii Syrii, dokonały ataku w sześciu lokalizacjach na pozycje ekstremistów w muhafazach Aleppo oraz Idlib. Ponadto Armia Mudżahedinów odparła atak dżihadystów na Atarib. W bitwie zginęło 26 ekstremistów z ISIS, w tym lider Abu Sabir at-Tunisi.
4 stycznia 2014 walki rozgorzały w muhafazie Idlib. W wiosce Ma’arrat Misrin doszło do walk Islamskiego Państwa z Frontem Islamskim, podobnie jak w przygranicznym mieście Azaz (muhafaza Aleppo), kontrolowanym przez dżihadystów. Z kolei w wiosce Kafrnabil umiarkowani rebelianci otoczyli bazę ekstremistów, doprowadzając ich do poddania w ciągu 24 godzin. Baza ISIS została otoczona również w mieście Harim oraz w zdobytych przez liberalnych rebeliantów w miejscowościach Muszun, Salkin. Rebelianci powiązani z WAS przejęli fabrykę cukru w Maskanah, a także pola pod miastem Sallum. W odwecie radykałowie dokonali w Sarakibie egzekucji na 30 jeńcach wojennych, w tym cywilach.

### Utrata terenów kontrolowanych przez ISIS i ataki odwetowe (styczeń 2014)
5 stycznia 2014 ISIS przeprowadziło falę ataków odwetowych. W zasadzkach, strzelaninach, zamachach bombowych i egzekucjach zginęło 55 rebeliantów islamskich niepowiązanych z Islamskim Państwem w Iraku i Lewancie oraz 11 tych drugich. Większość radykałów poniosło śmierć na polu bitwy w Aleppo podczas walk z kurdyjskim Dżabhat al-Akrad. Walki rozprzestrzeniły się na administracyjne tereny muhafazy Ar-Rakka oraz Hama. W muhafazie Idlib, dżihadyści dokonali egzekucji na siedmiu zakładnikach w Harimie. Z kolei w muhafazie Ar-Rakka, Front Islamski nacierał w mieście As-Saura oraz Ar-Rakka, a także przejął bazę Manbidż, pomimo że obrońcy wysadzali samochody-pułapki podczas walk. Dżabhat an-Nusra zajął miasto Ad-Dana. ISIS wycofał się również z miasta Atme, a także Darrat Izza, zachowując kontrolę nad Sarakib i Kafr Zita.
Dżihadyści wysyłali wzmocnienia do Aleppo i Ar-Rakki, która była ich bastionem. W trakcie walk mediacji podjął się syryjski Dżabhat an-Nusra, dotąd najwierniejszy sojusznik ISIS. Niektóre jednostki tego radykalnego ugrupowania współpracowały z Frontem Islamskim, a zwłaszcza z jego składowym - Ahrar asz-Szam, przeciwko Islamskiemu Państwu w Iraku i Lewancie. Według Szam News Network po czterech dni walk rebelianci, którzy przeciwstawili się ISIS, zdobyli 80% ich terytoriów w muhafazie Idlib, a także 65% terytoriów w muhafazie Aleppo kontrolowanych uprzednio przez Islamskie Państwo w Iraku i Lewancie.
6 stycznia 2014 sojusz rebeliantów dokonał szturmu na Ar-Rakkę. W trakcie walk, podczas których zginęło 20 dżihadystów, wyzwolono więzienie, w którym ISIS torturowało porwanych. Wśród 50 uwolnionych był turecki dziennikarz. W międzyczasie ISIS zdetonował samochód-pułapkę w punkcie kontrolnym Darkusz, atakowanym przez Front Islamski. W ataku terrorystycznym zginęło 20 rebeliantów. Po mediacji Dżabhat an-Nusra, ISIS wycofał się z Kafr Zita oraz Till Abiss. Ciężkie walki trwały również w Ad-Danie i Tamaniji. W tym samym czasie Dżabhat an-Nusra z Ahrar asz-Szam walczyli razem przeciwko ISIS w Ar-Rakce, As-Saurze oraz Ma'an w mufahazie Hama. W międzyczasie zagraniczni bojownicy ISIS dokonali w Aleppo w szpitalu dziecięcym w dzielnicy Kadi al-Askar egzekucji na 42 więźniach, w tym 21 cywilach.

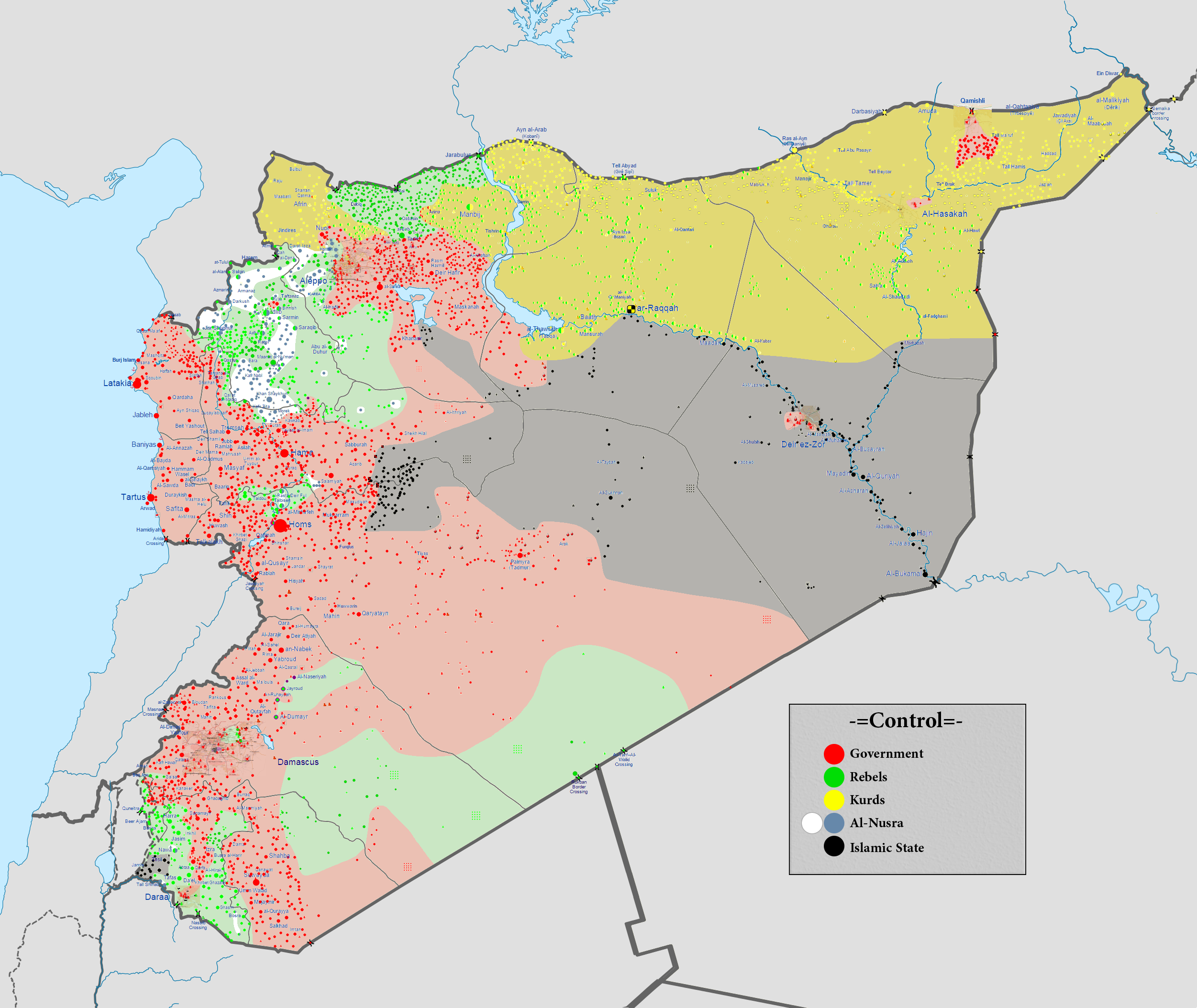
Tereny kontrolowane przez Front Islamski i umiarkowanych rebeliantów (zielony) oraz Państwo Islamskie (szary)

7 stycznia 2014 nie mniej niż 34 członków ISIS i wspierających ich bojowników ugrupowania Dżund al-Aksa zostało zabitych przez rywalizujących z nimi rebeliantów w Dżabal az-Zawiji. ISIS wycofało się ponadto z miasta Al-Majadin w muhafazie Dajr az-Zaur. Stu dżihadystów zostało oblężonych w byłej jednostce policji w dzielnicy Salhin w Aleppo. W Till Abjad przeciwko ISIS wystąpił kurdyjski Dżabhat al-Akrad. Uwolniono tam 12 kurdyjskich cywilów, pojmanych miesiąc wcześniej. Od 3 do 7 stycznia 2014 w walkach między islamskimi ugrupowaniami śmierć poniosły 274 osoby, w tym 46 cywilów, 129 bojowników islamskich i 99 ekstremistów z ISIS.

### Wyparcie ISIS z Aleppo i obronna bitwa o Ar-Rakkę (styczeń 2014)
8 stycznia 2014 umiarkowani bojownicy z Syryjskiego Frontu Rewolucyjnego i Armii Mudżahedinów zdobyli kontrolę nad dzielnicą Kadi al-Askar w Aleppo, przepędzając z niej dżihadystów, którzy dwa dni wcześniej dokonali tam rzezi. ISIS utracił także kontrolę nad dzielnicą Al-Inzarat, w której przetrzymywano 300 zakładników. Tymczasem bitwa w Ar-Rakce doprowadziła miasto do paraliżu. Odcięto elektryczność i dostawy wody. Lider Dżabhat an-Nusra, Abu Muhammad al-Dżaulani przyznał oficjalnie, iż jego ugrupowanie walczyło przeciwko ISIS. Podjęcie walk przeciwko dotychczasowym towarzyszom broni, motywował „błędami” popełnionymi przez Islamskie Państwo w Iraku i Lewancie, takich jak aresztowanie przywódców Dżabhat an-Nusry w Ar-Rakce. Wieczorem ISIS przeprowadziło kilka skoordynowanych ataków terrorystycznych z użyciem samochodów-pułapek m.in. w Al-Bab, Dżarabulus oraz w Majadinie.
Od rana 9 stycznia 2014 regularne starcia prowadzone były w muhafazach Idlib, Aleppo oraz Ar-Rakka. Ponadto radykałowie wysłali umocnienia do Daj az-Zaur, gdzie tracili posiadaną tam dotychczas silną pozycję. W mieście Ar-Rakka koalicja rebeliantów zdobyła dawny budynek wywiadu, który jest umiejscowiony 400 metrów od siedziby ISIS. Jednak drogi wlotowe do miasta, jak i strategiczne mosty kontrolowali w dalszym ciągu dżihadyści. W związku z tym blokowana była wszelka pomoc do miasta, w którym brakowało wody, żywności i medykamentów. Dżabhat an-Nusra wydało oświadczenie wzywające cywilów do tworzenia punktów kontrolnych i zatrzymywania bojowników ISIS. Dżhihadyści w międzyczasie za pomocą pocisków moździerzowych atakowali Till Abjad kontrolowane przez Ahrar asz-Szam. Islamskie brygady rebelianckie wysłały dodatkowe siły do Azaz, by pokonać silnych tam ekstremistów. W ciągu tygodnia walk zginęły 482 osoby, w tym 85 cywilów, 240 rebeliantów i 157 radykałów z ISIS.
Ciężka bitwa między ISIS i Dżabhat an-Nusra w Ar-Rakce trwała przez cały 10 stycznia 2014. Tego samego dnia Ahrar asz-Szam wziął do niewoli pięciu bojowników atakujących Till Abjad. 20 islamistów zostało zabitych w Al-Bab przez ISIS pod dowództwem Abu Umara asz-Sziszaniego, który był liderem ugrupowania w Syrii. Ekstremiści przejęli tam silosy z pszenicą i młyny. Boje toczono także w miejscowości Hajan. W dzielnicy Aleppo - Salah ad-Din, Wolna Armia Syrii zorganizowała protest przeciwko działaniom ISIS.
11 stycznia 2014 dżihadyści zajęli nadgraniczny Till Abjad, z kolei w Ar-Rakce zdobyli punkt kontrolny i dworzec kolejowy. W Sarakibie doszło do bitwy, w której wyniku ISIS utraciło kontrolę nad znaczną powierzchnią miasta, tracąc sześciu bojowników. Z kolei w mieście Andan w walkach zginęło 20 rebeliantów. W dniach 9-11 stycznia 2014 toczyła się bitwa o kontrolę nad miastem At-Tiba w muhafazie Hims. Do 11 stycznia 2014, ISIS przeprowadziło osiem zamachów-samobójczych. 12 stycznia 2014 potwierdzono, iż Front Islamski zdobył znaczną przewagę nad Sarakib. Tymczasem 95% powierzchni Ar-Rakki kontrolowało ISIS, które dzień ogłosiło, zwycięstwo w mieście, pokonując Ahrar asz-Szam. Tego samego dnia ISIS przepędziło islamistów z miast Al-Bab oraz Biza.

### Bitwa o Dżarabulus; upadek Sarakibu (styczeń 2014)
14 stycznia 2014 ekstremiści pod dowództwem asz-Sziszaniego stracili kontrolę nad wioskami Maskan, Kafar Kalbin i Kafra. Jednocześnie ISIS prowadziło wysiłki na rzecz odbicia miasta Dżarabulus, dlatego też 15 stycznia 2014 doprowadzili tam do wybuchu samochodu-pułapki, w wyniku czego zginęło 26 osób. W walkach między grupami rebelianckimi w Sarakib zginął jeden z przywódców ISIS, znany jako Abu Bara al-Dżazairi, który był Belgiem algierskiego pochodzenia. Ponadto rebelianci przejęli kontrolę nad Dżibrin oraz Kfar Rakiszr pod Azaz. Francuski bojownik ISIS dokonał zamachu samobójczego w Atarib. Do 15 stycznia 2014 w walkach zginęło łącznie 1069 osób, w tym 130 cywilów, 608 bojowników islamskich oraz 312 ekstremistów ISIS.
16 stycznia 2014 nadal toczono bitwę o Dżarabulus. Radykałowie wysadzili tam kolejny samochód-pułapkę, podobnie jak w Sarakib, które 17 stycznia 2014 ostatecznie padło łupem Frontu Islamskiego i Syryjskiego Frontu Rewolucyjnego. Rebelianci z ISIS zarządzili odwrót do miasta Sarmin (muhafaza Idlib), także obleganego przez Front Islamski. Tego samego dnia ISIS wzmocniło swój batalion pod Manbidż, przygotowując szturm na miasto Matahin. 18 stycznia 2014 Armia Mudżahedinów odbiła miasto Ratjan na północny zachód od Aleppo. W międzyczasie ISIS w Dżarabulus dokonała egzekucji poprzez ścięcie na 40 rebeliantach Frontu Islamskiego, z kolei dziewięciu innych z grupy Liwa at-Tauhid wchodzącej w skład frontu Islamskiego, zginęło w tym samym mieście w wyniku eksplozji samochodu-pułapki. 22 ekstremistów ISIS zginęło w wyniku wybuchu samochodu-pułapki w punkcie kontrolnym w Dżaaz.

### Kontrofensywa ISIS i apel Ajmana az-Zawahiriego (styczeń 2014)
19 stycznia 2014 w nagraniu audio, lider Islamskiego Państwa w Iraku i Lewancie, Abu Bakr al-Baghdadi, wezwał o zaprzestanie walk między islamistami i skupienie się na wspólnym wrogu. Tego samego dnia 16 dżihadystów zginęło podczas walk i wybuchu samochodu-pułapki w Ar-Rakce. 20 stycznia 2014, 16 osób, w tym sześciu rebeliantów poniosło śmierć w wyniku podwójnej eksplozji samochodu-pułapki w granicznym z Turcją mieście Bab Al-Hawa, kontrolowanym przez Front Islamski. Po tych aktach terrorystycznych, władze tureckie zamknęły granicę, nie pozostawiając tym samym żadnego otwartego przejścia granicznego z Syrią. ISIS przejęło także nad lotniskiem wojskowym Al-Dżarrah, z kolei potężna eksplozja w Manbidż spowodowała 20 ofiar. ISIS opublikowało także statut obowiązujący na ziemiach kontrolowanych przez nich, opierający się na prawie koranicznym.
22 stycznia 2014 ISIS przejęło z rąk Frontu Islamskiego po kilku dniach ciężkich walk przedpole miasta Manbidż. Całkowitą kontrolę nad Manbidż, ISIS przejęło 23 stycznia 2014. Bitwa o miasto kosztowała życie 60 bojowników. Do kolejnej potyczki między tymi samymi stronami doszło w strategicznym Azaz oraz Al-Bab. ISIS ostrzelało także kontrolowane przez Kurdów miasto Ajn al-Arab. Tymczasem lider światowej Al-Ka’idy, Ajman az-Zawahiri wezwał o natychmiastowe zakończenie bratobójczych walk w Syrii. 24 stycznia 2014 dżihadyści odbili z rąk umiarkowanych rebeliantów miasto Darkusz w muhafazie Idbib tuż przy granicy z Turcją. W ciągu trzech tygodni walk między islamistami zginęło niemal 1400 osób - 760 islamistów i rebeliantów z innych frakcji, 426 dżihadystów z ISIS, 190 cywilów i 19 innych ludzi, której tożsamości nie potwierdzono.
27 stycznia 2014 potwierdzono śmierć jednego z dowódców polowych ISIS - Samira Abida Muhammada al-Halifawiego, zabitego przez islamistów w Till Rifat pod Azaz. Dwóch ukrywających się ważnych osobistości Państwa w Iraku i Lewancie zostało pojmanych przez Armię Mudżahedinów w Ratjan. Kolejno w dniach od 27 do 30 stycznia 2014 ISIS objęło kontrolę nad miejscowościami Susjan, Till Rahal, Hazwan oraz Ar-Raj, leżące na zachód od miasta Al-Bab. 28 stycznia 2014 tureckie lotnictwo dokonało nalotu na konwój ISIS, podróżujący w pobliżu granicy po syryjskiej stronie. Zginęło 11 dżihadystów. W ciągu miesiąca walk na „terenach wyzwolonych” śmierć poniosło 1747 osób - 879 islamistów, 531 dżihadystów ISIS oraz 215 cywilów.
1 lutego 2014 zamachowiec-samobójca ISIS, który przybył jako negocjator do kwatery ugrupowania Liwa at-Tauhid w Aleppo, która mieściła się w byłej szkole oficerskiej piechoty, wysadził się w powietrze. W tym samym czasie na zewnątrz eksplodował samochód pułapka. W atakach zginęło 16 rebeliantów. 2 lutego 2014 ISIS nadal prowadziło ofensywę na zachodnich rubieżach Al-Bab. Ponadto to potyczki z Frontem Islamskim i Dżabhat al-Akrad doszło pod Manbidż. To drugie ugrupowanie odbiło z rąk ISIS wioski Sandalija and Al-Maszarfa. 16 bojowników islamskich zginęło, kiedy zamachowiec-samobójca z ISIS wysadził pod więzieniem w miejscowości Ar-Raj.
3 lutego 2014 w oświadczeniu Al-Ka’ida odcięła się od działań Islamskiego Państwa w Iraku i Lewancie. Efektem tego kroku było ignorowanie przez ISIS poleceń Ajmana az-Zawahiriego. „Al-Ka’ida nie ma żadnych powiązań organizacyjnych z tą grupą (ISIS) i nie ponosi odpowiedzialności za jej działania” – głosiło internetowe oświadczenie. Islamskie Państwo w Iraku i Lewancie próbowało w 2013 połączyć się z syryjską filią Al-Ka’idy - Dżabhat an-Nusra, na co nie zgodził się az-Zawahiri. W odpowiedzi lider światowej organizacji terrorystycznej oświadczył w listopadzie 2013, że jedynym odgałęzieniem Al-Ka’idy w Syrii jest Dżabhat an-Nusra. Po raz kolejny az-Zawahiri potępił ataki ISIS na inne ugrupowania w oświadczeniu z 6 kwietnia 2014.
3 lutego 2014 Wolna Armia Syrii rozpoczęła atakowanie punktów kontrolnych na rogatkach Ar-Rakki, kontrolowanych przez ISIS. Dzień później dżihadyści wydali oświadczenie, w którym wyrazili ubolewanie i przeprosili ludność cywilną za nadużywanie przemocy wobec nich.
Liwa Sukur asz-Szam, kluczowy członek Frontu Islamskiego, podpisała 5 lutego 2014 z Islamskim Państwem w Iraku i Lewancie zawieszenie broni ze skutkiem natychmiastowym. Obie obie strony zobowiązały się nie wspierać innych grup podczas walk pośrednich. ISIS z Liwą Sukur asz-Szam walczył głównie na polach naftowych Szaar, leżących w południowo-zachodniej części w muhafazie Hama. Syryjski Front Rewolucyjny potępił układ między stronami.

### Wyparcie ISIS z muhafazy Dajr az-Zaur oraz działania w muhafazie Aleppo (luty-marzec 2014)
8 lutego 2014 ugrupowanie Dżabhat an-Nusra i sojusznicze brygady islamistyczne ogłosiło początek ofensywy przeciwko Islamskiemu Państwu w Iraku i Lewancie w muhafazie Dajr az-Zaur. Już pierwszego dnia zabito lidera ISIS w tym regionie - Libijczyka Abu Dajana. Ahrar asz-Szam zerwało ugodę z ISIS w muhafazie Hasaka, gdzie wspólnie walczono przeciwko Kurdom. Jednak 6 lutego 2014, dżihadyści zaatakowali kilka baz Ahrar asz-Szam na froncie kurdyjskim, rozkradając broń byłych sprzymierzeńców i biorąc bojowników do niewoli. Dowództwo Ahrar asz-Szam nazwało ekstremistów z ISIS zdrajcami.
10 lutego 2014 dżihadyści niemal całkowicie wycofali się z muhafazy Dajr az-Zaur, poddając takie miasta jak Abu Kamal, Hadżin, Al-Dżala, Al-Musarb, Al-Kubajr oraz bazę Hamadan. 12 lutego 2014 ISIS opuściło miasto Dajr az-Zaur. Ich miejsce zajmowali ekstremiści z Dżabhat an-Nusra. W międzyczasie toczyła się bitwa między ISIS i Dżabhat an-Nusra na polach Koniko i Al-Dżafra, gdzie według dziennikarzy pisma „As-Safir” zginęło 170 osób, w tym 50 przedstawicieli Islamskiego Państwa w Iraku i Lewancie. W bitwie zginął dowódca radykałów w muhafazie Dajr az-Zaur - Dużana al-Libi. Z kolei w mieście Al-Majadin pojmano innego lidera ISIS - Abu Zara al-Irakiego.
14 lutego 2014 ISIS dokonał egzekucji na 17 bojownikach Armii Mudżahedinów w mieście Rajtan pod Aleppo. Również ścięto głowy czterem rebeliantom z rywalizujących ugrupowań podczas walk w Azaz. 20 lutego 2014 Islamskie Państwo w Iraku i Lewancie wysadził w powietrze samochód-pułapkę w przygranicznym mieście z Turcją Bab as-Salama, w wyniku czego zginęło 14 osób, w większości ludzie przebywający w tureckim obozie dla uchodźców. 23 lutego 2014 w zamachu samobójczym w Aleppo zginął weteran wojenny z Afganistanu i Iraku, Abu Chalid as-Suri, mediator w konflikcie z ramienia Ahrar asz-Szam, ale także krytyk ISIS, a także sześciu innych bojowników. Według szacunków Syryjskiego Obserwatorium Praw Człowieka w ciągu dwóch miesięcy walk zginęło 3,3 tys. islamistów.
25 lutego 2014 dowództwo Dżabhat an-Nusra postawiło Islamskiemu Państwu w Iraku i Lewancie pięciodniowe ultimatum na podjęcie negocjacji mających na celu zakończenie walk. W przypadku niespełnienia żądań, zagrożono operacją zbrojną, która unicestwi organizację. 28 lutego 2014 islamiści rozpoczęli odwrót z muhafazy Aleppo w kierunku Ar-Rakki, opuszczając między innymi Azaz, bazę lotniczą Menneg oraz tereny pod Dajd Dżamal oraz Kafin. 28 lutego 2014 Wolna Armia Syrii oraz Dżabhat al-Akrad wypędziły ISIS z Azazu. Dzień później Islamskie Państwo w Iraku i Lewancie wycofało się również z miejscowości Ar-Raj leżącej pod Al-Bab, która została zajęta w wyniku ofensywy z końca stycznia 2014.
11 marca 2014 brygada ISIS dokonała nieoczekiwanego ataku na miejscowość Szujuch, leżącej na obrzeżach Dżarabulus. Następnie dokonano tam egzekucji 22 osób, w tym 12 rebeliantów Frontu Islamskiego. Radykałowie islamscy przechwycili również miejscowość Karakuzak, leżącą w muhafazie Aleppo, 35 km na południe od tureckiej granicy. Niszczono tam figury postaci historycznych. W związku z tym tureckie media informowały o rozlokowaniu 25 żołnierzy przy zamku Dżabir w Aleppo, w którym znajduje się grób legendarnego Sulejmana Szaha, dziadka założyciela Imperium Osmańskiego, Usmana I. Turkowie otrzymali rozkaz strzelania do każdego, kto atakuje historyczne obiekty. Tymczasem w muhafazie Al-Hasaka doszło do wymiany jeńców wojennych między ISIS i Dżabhat an-Nusra. Wieczorem 12 marca 2014 w wiosce Sarin w muhafazie Ar-Rakka zabito jednego z głównych dowódców ISIS - Abu Muhammada al-Masriego. Dzień później ISIS kontynuowało ofensywę pod Dżarabulus, zajmując wioskę Dżisir Kuzak.
Do 13 marca 2014 w wyniku walk między siłami islamskimi, śmierć poniosło 3012 osób, w tym 312 cywilów, 1566 rywalizujących z ISIS oraz 1083 tych drugich. Tymczasem do 14 marca 2014 Islamskie Państwo w Iraku i Lewancie opuściło muhafazy Latakia oraz Idlib. 21 marca 2014 podczas walk o wioski Al-Dża’da oraz al-Kubba w muhafazie Aleppo, dżihadyści wzięli do niewoli 30 rebeliantów z konkurencyjnych grup.

### Przełamanie pod Marakdą oraz bitwa o Abu Kamal (marzec-kwiecień 2014)
17 marca 2014 bojownicy Dżabhat an-Nusra oraz Frontu Islamskiego przechwycili z rąk ISIS zaporę Ath-Thalja, leżącą w pobliżu miasta Marakda, na południu muhafazy Hasaka. Był to wstęp do bitwy o Marakdę, która toczyła się między Dżabhat an-Nusra i ISIS w dniach 21-29 marca 2014. Starcie między ugrupowaniami ekstremistycznymi zakończyło się jednak zwycięstwem Islamskiego Państwa w Iraku i Lewancie okupionym śmiercią łącznie 120 dżihadystów po obu stronach. Przegrani wycofali się do wioski As-Sur, leżącej na pograniczu muhafaz Hasaka oraz Dajr az-Zaur, a ISIS postanowiło przystąpić do kontrofensywy.
10 kwietnia 2014 Islamskie Państwo w Iraku i Lewancie podjęło uderzenie na utraconą dwa miesiące wcześniej muhafazę Dajr az-Zaur. Atak nastąpił z trzech stron. Ekstremiści przekroczyli granicę syryjsko-iracką w Abu Kamal, częściowo zajmując przejście graniczne oraz samo miasto. Dżihadyści zajęli także silosy pod miejscowością Kabadżib. W walkach zginęło 60 osób, wśród nich było wielu islamistów zamordowanych w egzekucjach przez rebeliantów z Iraku. Dzień później Dżabhat an-Nusra wzmocniona przez inne islamskie brygady dokonała kontrataku na Abu Kamal. Po niespełna godzinnej walce udało się wyprzeć bojowników ISIS z miasta. W starciu życie straciło 26 osób. Abu Kamal było kontrolowane przez islamistów od czasu ofensywy antyrządowej z listopada 2012. Rebelianci ISIS zostali wyparci do wioski Hasin, gdzie koncentrowały się walki począwszy od 12 kwietnia 2014. 14 kwietnia 2014 rozpoczęły się również potyczka o kontrolę nad wioską As-Sur. Z powodu walk między islamistami w muhafazie Dajr az-Zaur, przesiedlonych zostało 60 tys. cywilów.
22 kwietnia 2014 dwóch zamachowców-samobójców z ugrupowania Dżabhat an-Nusra wysadziło się w powietrze w obozie treningowym Islamskiego Państwa w Iraku i Lewancie w muhafazie Hasaka, w wyniku czego śmierć poniosło 16 dżihadystów, w tym jeden Niemiec. 25 kwietnia 2014, 1500 bojowników Wolnej Armii Syrii przeprowadziło operację pod Ar-Rakką, w wyniku której z rąk ISIS, odbito pięć wiosek. W walkach śmierć poniosło ośmiu dżihadystów.
Prowadzące w sąsiedniej z Syrią, prowincji Al-Anbar irackie siły zbrojne zbombardowały konwój ISIS przekraczający granicę, na syryjskim terytorium w miejscowości Wadi Suwab. Konwój dżihadystów składał się z ośmiu cystern, które zostały ostrzelane przez helikoptery. W akcji zginęło ośmiu dżihadystów.

## Ekspansja terytorialna Państwa Islamskiego
Mimo porażki w Abu Kamal, 30 kwietnia 2014 ISIS rozpoczęło kontrofensywę w Dajr az-Zaur, przeciwko rebeliantom z Dżabhat an-Nusra, Frontu Islamskiego oraz Wolnej Armii Syrii. Efektem ofensywy było zajęcie muhafazy, wyparcie stamtąd wrogich bojowników oraz podjęcie ofensywy w Iraku. Skutkiem sukcesów ISIS i ekspansji terytorialnej było ogłoszenie 29 czerwca 2014 utworzenia kalifatu pod nazwą Państwo Islamskie.